# Teofil
Teofil är ett mansnamn. Det kommer från grekiskan och är bildat av två ord, "Teo" som betyder Gud och "Fil" som betyder Vän och älska. Teofil betyder i den bemärkelsen Gudsälskande.

## Personer med förnamnet Teofil eller med varianter av detta namn (urval)
- Theofil Andersson
- Théophile Aube
- Théophile Berlier
- Théophile-Narcisse Chauvel
- Theofil Bring
- Théophile Delcassé
- Théophile Alexis Durand
- Theofil Ekelund
- Theofil Engström
- Théophile Ferré
- Théophile Ferron
- Théophile Funck-Brentano
- Théophile Gautier
- Théophile Gide
- Karl Theophil Guichard
- Teofil Lenartowicz
- Teofil Nordmark
- Johan Theophil Nathhorst
- Théophile-Jules Pelouze
- Narcisse Théophile Patouillard
- Theophil Petersson
- Theophil von Podbielski
- Théophile Roussel
- Théophile Schloesing
- Hubert Theophil Simar
- Théophile Steinlen
- Théophile Thoré
- Alexandre-Théophile Vandermonde
- Théophile de Viau